# Tunga bondari
Tunga bondari är en loppart som beskrevs av Wagner 1932. Tunga bondari ingår i släktet Tunga och familjen Tungidae. Inga underarter finns listade i Catalogue of Life.